# 神よ、アフリカに祝福を
神よ、アフリカに祝福を（かみよアフリカにしゅくふくを、コサ語: Nkosi sikelel' iAfrika コシシケレリ・アフリカ）は、アフリカ各国（特にサハラ以南）で歌われている賛美歌。ケープ植民地（現在の南アフリカ）出身のエノック・ソントンガによって、1897年に作詞・作曲された。この曲はパン・アフリカ主義に基づく解放運動を象徴する歌（アンセム）となり、のちに独立を達成した国家のうち数か国で国歌として採用された。2015年現在、タンザニアと南アフリカ共和国が国歌として使用しており、またザンビアの国歌はこの曲の旋律に異なる詞を乗せて別タイトルを付している。

## 歴史

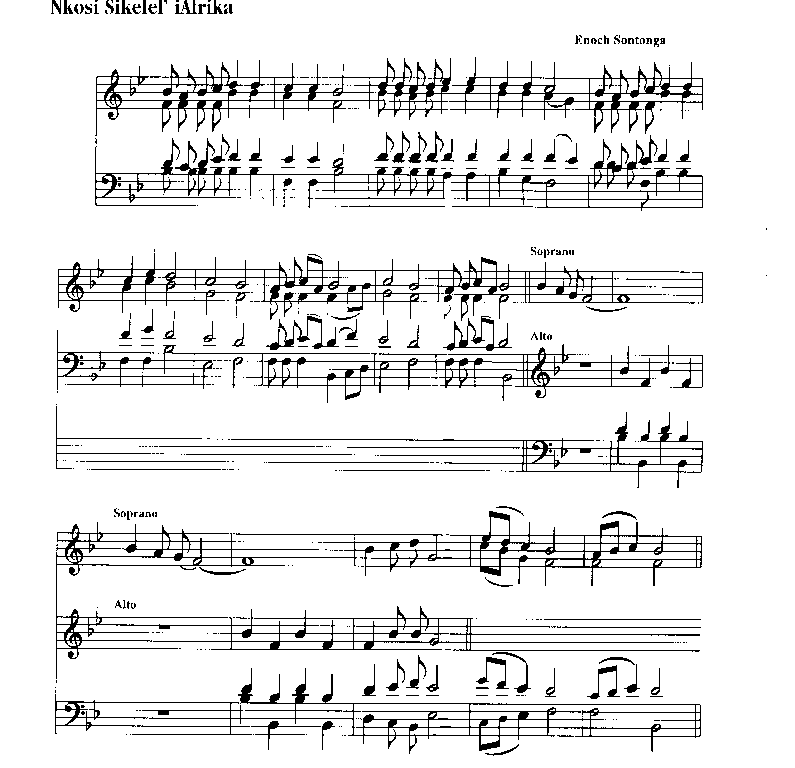
楽譜

この曲は1897年、ヨハネスブルク近郊のメソジスト教会のミッションスクールで教師・牧師を務めていた、コサ人のエノック・ソントンガによって、賛美歌の一つとして作詞・作曲された。曲については、ウェールズの作曲家ジョセフ・パーリーのヒム・チューン（賛美歌の歌詞を乗せるためのメロディー）「アベリストウィス」"Aberystwyth" がベースとなっている。ソントンガの原曲は変ロ長調の四部合唱曲として作曲され、繰り返しのメロディに「西洋の賛美歌の構成と、土着の南アフリカのメロディーの両方」の特徴を表現していた。その後1927年、詩人サミュエル・ンカイ (Samuel Edward Krune Mqhayi) によって、コサ語の詞7節（スタンザ）が加えられた。 現在歌われる歌詞のうち、第一番とコーラスの一部がソントンガによって書かれた部分である。
この曲は南アフリカの教会でポピュラーな曲となり、1900年に黒人自身による初めての教育機関としてイナンダ（現在のクワズール・ナタール州）に設立されたオーランジ高校 (Ohlange High School) の合唱団によっても歌われた。オーランジ高校の共同設立者の一人であるジョン・デューベは、1912年に設立された南アフリカ原住民民族会議（South African Native National Congress、略称: SANNC)、1923年にアフリカ民族会議（略称: ANC）に改称）の初代議長となった人物である。「神よ、アフリカに祝福を」は、1912年にSANNCの会議の閉会に際して歌われた。1925年には、ANCの正式のクロージング・アンセムとなった。"Nkosi Sikelel' iAfrica"は1927年に初めて出版された。
この曲は、アパルトヘイトの時代にはANCの公式アンセムであり、また反アパルトヘイト運動のシンボルであった。長いアパルトヘイト体制の時代、この曲は多くの人々によって、抑圧の苦しみを現した南アフリカの「非公式の国歌」とみなされた。1987年に制作された、反アパルトヘイトを主題とする映画『遠い夜明け』では、この曲が印象的に使われている。
この曲とANCとのつながりから、アパルトヘイト時代の南アフリカでは当局によって歌うことを禁止されていた。ただし、南アフリカ共和国が黒人自治区として「独立」させたバントゥースタンのいくつか（トランスカイやシスカイなど）では、この曲が「国歌」として採用されている。

## 現在、国歌として使用している国

### 南アフリカ共和国
アパルトヘイトが法律上無くなった1994年、南ア初の黒人大統領ネルソン・マンデラは、「神よ、アフリカに祝福を」と従来の国歌であった「南アフリカの呼び声」の双方を同国の国歌として宣言した。マンデラのもとでの新たな政府が、すべての人種や文化を尊重する姿勢のシンボルとされた。1996年には、2つの国歌を短縮・接合した編曲が、南アフリカ共和国の憲法の下での新しい「南アフリカの国歌」として発表された。国歌の第1番・第2番が「神よ、アフリカに祝福を」、第3番・第4番が「南アフリカの呼び声」の部分である。国歌は南アフリカの公用語のいくつかを使用しており、第1番前半2行はコーサ語、後半2行はズールー語、第2番はソト語で歌われている。なお、第3番はアフリカーンス語で、第4番は英語で歌われる。

### タンザニア
タンザニアの国歌 Mungu ibariki Afrika は、この曲のスワヒリ語版である。

## 過去に、国歌として使用していた国

### ザンビア
ザンビアの国歌は、1964年の独立から1973年までは「神よ、アフリカに祝福を」であった。1973年に制定された国歌法では、歌詞がザンビアを主題としたものに変更され、タイトルも「誇りと自由を胸に、ザンビアの歌を」に改められた。

### ジンバブエ
ジンバブエの国歌は、1980年の建国から1994年まで「神よ、アフリカに祝福を」のショナ語版 Ishe Komborera Africa であり、ショナ語および北ンデベレ語諸語によって歌われていた。1994年に国歌は「ジンバブエの大地に祝福を」に変更されたが、「神よ、アフリカに祝福を」は依然としてポピュラーな曲である。

### ナミビア
ナミビアでは、1990年3月21日の独立の際に「神よ、アフリカに祝福を」が暫定国歌となった。独立後間もなく新国歌制定のためのコンテストが行われた結果「ナミビア、勇者の地」が選ばれ、1991年3月21日から正式な国歌となった。

## 他の国や組織
発祥国である南アフリカ以外のアフリカ諸国では、この賛美歌「神よ、アフリカに祝福を」は反植民地運動の中で歌われた。こうした歌の中にはチェワ語（マラウィ、ザンビア）版も含まれる。この曲はアフリカ以外では、1925年以来のANCの公式アンセムとしてよく知られ、1970年代から1980年にかけての国際的な反アパルトヘイト運動の中では、さまざまな会議や行事の際にこの曲が歌われた。
フィンランドにおいては、おなじメロディが子供用の聖歌 (psalm) Kuule, Isä taivaan, pyyntö tää で用いられている。賛美歌の最初の部分は、1985年からフィンランド福音ルター派教会の賛美歌集に、Jaakko Löyttyによる詞を付して掲載されている。

## 歌詞
現行のコサ語版歌詞。
Nkosi sikelel' iAfrika
Maluphakanyisw' uphondo lwayo
Yiva imathandazo yethu
Nkosi Sikelela Nkosi Sikelela
Nkosi sikelel' iAfrika
Maluphakanyisw' uphondo lwayo
Yiva imathandazo yethu
Nkosi Sikelela
Thina lusapho lwayo.
コーラス
Yihla moya, yihla moya
Yihla moya oyingcwele
Nkosi Sikelela
Thina lusapho lwayo.